# Мишлинги
Мишлинги (нем. Mischlinge — «смешанные», «полукровки») — расовый термин времён нацистской Германии, обозначавший людей, имевших предков как «арийского», так и «неарийского» (в частности еврейского) происхождения. Определение использовалось, начиная с XVII века, и имело значение, аналогичное английскому слову mestee, испанскому mestizo и métis во французском языке. В немецком языке носило отрицательную коннотацию и также обозначало метисов, полукровок, потомков смешения рас и национальностей. Так, например, официально существовали термины «еврейские полукровки» (Jüdische Mischlinge) и «цыганские полукровки» (Zigeunermischlinge).

## Нюрнбергские законы

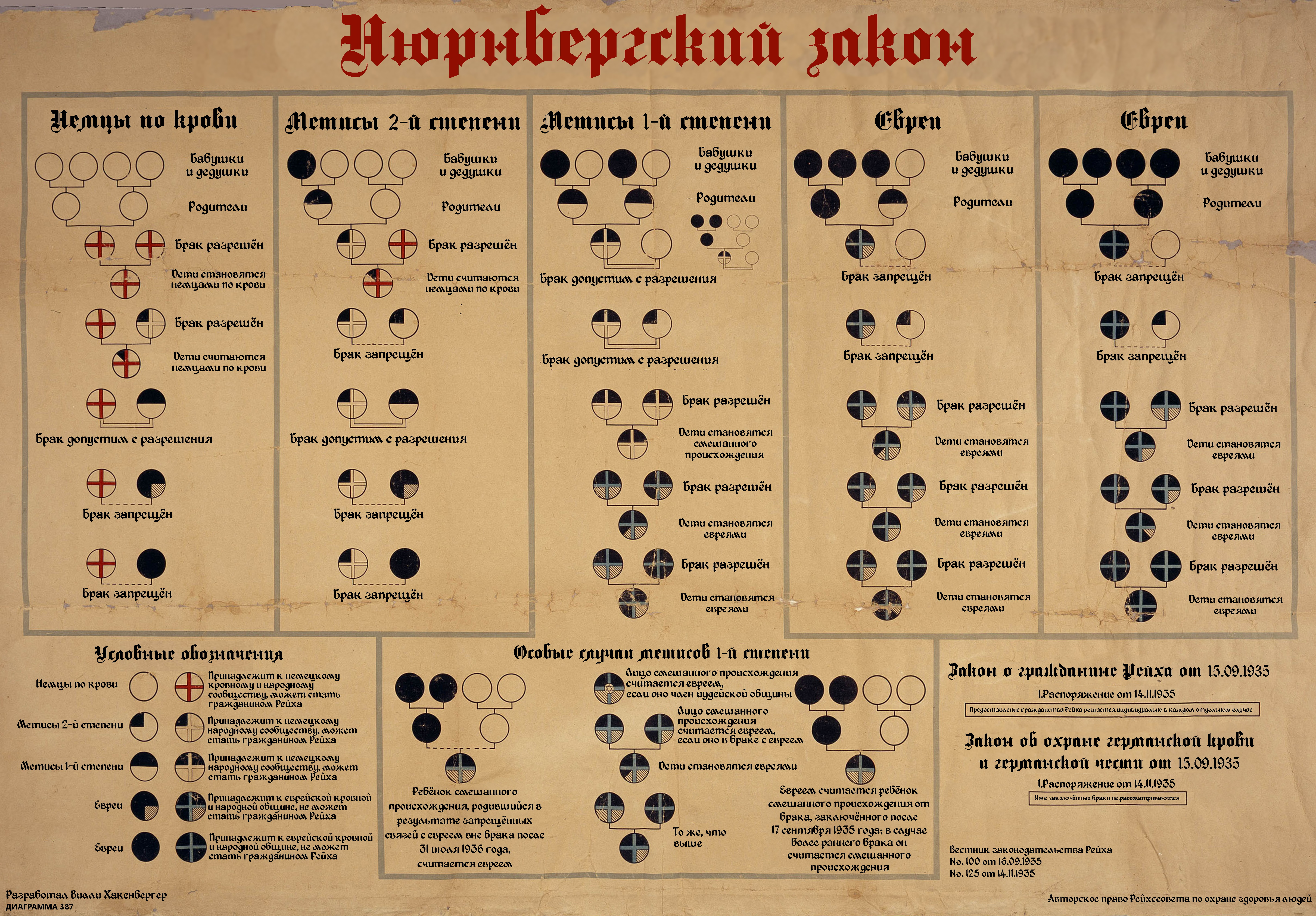
Диаграмма, демонстрирующая псевдонаучное деление, на котором основывалась расовая политика в нацистской Германии. Перевод

По определению Нюрнбергских расовых законов, которые начали действовать с 1935 года, евреем (в германской расовой терминологии того времени «полным евреем» (Volljude) юридически считался человек — независимо от вероисповедания и самоидентификации — у которого трое из дедушек и бабушек были евреями (причислялись к еврейской общине). Люди, имевшие двух еврейских дедушек и/или бабушек, также классифицировались как евреи (Geltungsjude) в том случае, если на момент вступления Нюрнбергских законов в действие:
- являлись членами еврейских общин (или вступили в них после момента введения расовых законов);
- состояли в браке с евреем;
- имели потомков, которые появились на свет после запрета смешанных браков;
- имели потомков, появившихся от внебрачной связи с евреем, и родившихся после введения запрета на смешанные браки 31 июля 1936 года[3].

До августа 1941 года граждане Германии, которые не попадали в перечисленные категории, но имели двух еврейских дедушек или бабушек, классифицировались как мишлинги первой степени, а граждане, имевшие одного прародителя еврейского происхождения, обозначались как мишлинги второй степени. В то же время в рамках указа от 14 декабря 1937, согласно которому каждый асоциальный рецидивист должен был быть заключён в концентрационный лагерь, асоциальные лица частично еврейского происхождения (как мишлинги первой степени, так и мишлинги второй степени) классифицировались как «полные евреи» (Volljude). Тогда же было решено, что все лица частично еврейского происхождения (вне зависимости от степени происхождения) со временем должны будут быть стерилизованы согласно закону 1933 года о предотвращении наследственных заболеваний. Также существовал термин «еврей по определению», касавшийся лиц смешанного происхождения, которые в силу ряда «отягчающих обстоятельств» приравнивались к евреям.
По данным переписи 1939 года в Германском рейхе (в границах на 1 января 1938 года, без Остмарка, Судетско-немецких территорий и Мемельланда) насчитывалось около 234 000 чистокровных евреев (Volljude), из них 214 000 «религиозных евреев» (Glaubensjuden), 52 000 так называемых «полуевреев» (Halbjude) или «еврейских полукровок первой степени» (мишлинги первой степени), 33 000 так называемых «евреев на четверть» (Vierteljude) или «еврейских полукровок второй степени» (мишлинги второй степени), а также около от 6000 до 8500 «евреев по определению» (Geltungsjude). Согласно той же переписи 1939 года около 20 % так называемых «полуевреев» и около 10 процентов так называемых «евреев на четверть» являлись членами еврейских общин (в том числе и те, кто вступили в них после момента введения расовых законов).
Деление на чистокровных евреев, «полуевреев» (Halbjude) или «еврейских полукровок первой степени» проходило исключительно на территории Германии границ 1937 года и присоединенной Австрии (Остмарк), а на территориях районов Судетских немцев, Мемельланда (Клайпедский край), Саара и Рейнланда все так называемые «полуевреи» и «евреи на четверть» автоматически были приравнены к «чистокровным/полным евреям» и считались «евреями по определению».
С августа 1941 года Адольф Эйхман, по согласованию с Рейнхардом Гейдрихом и Артуром Зейсс-Инквартом, приравнял так называемых «полуевреев» (Halbjude) к «чистокровным/полным евреям» (Volljude), обязав их носить Желтую звезду. Соответственно так называемые «евреи на четверть» автоматически перешли в категорию мишлингов первой степени. В спорных случаях для расовой идентификации мишлингов применялся «Мишлинг-тест». Подавляющее большинство так называемых «полуевреев», а также мишлингов первой степени были депортированы в гетто и концлагеря. Бо́льшая часть из депортированных погибла.
С декабря 1942 года Адольф Эйхман, по приказу с Генриха Гиммлера и по согласованию с Артуром Небе и Отто Тираком приравнял так называемых «цыганских полукровок» (Zigeunermischlinge) и енишей к «чистокровным/полным цыганам» (Voll Zigeuner). В том же декабре 1942 года и до ранней весны 1943 года происходили аресты и депортации в Освенцим, Дахау и Бухенвальд всех оставшихся на свободе немецких цыган, так называемых «цыганских полукровок» и енишей. Были арестованы даже те, кто служил в немецкой армии и имевшие боевые награды. Бо́льшая часть из депортированных погибла.

## Организации мишлингов
20 июля 1933 года немцы-христиане еврейского происхождения и их нееврейские супруги во главе с актёром Густавом Фридрихом основали организацию, первоначально названную «Объединение христианских граждан Рейха неарийского или не чисто арийского происхождения» (Reichsbund christlich-deutscher Staatsbürger nichtarischer oder nicht rein arischer Abstammung e.V.). Вначале она насчитывала 4500 членов. В октябре 1934 название было сокращено до «Союз неарийских христиан Рейха» (Reichsverband der nichtarischen Christen).
В 1935 году члены федерации избрали своим новым президентом историка литературы Генриха Шпиро. Под его руководством улучшилась газета, издаваемая союзом, а число членов увеличилось до 80 000 в 1936 году. В сентябре 1936 года организация была переименована в «Союз неарийских христиан имени святого Павла» (Paulus-Bund Vereinigung nichtarischer Christen e.V.).
В январе 1937 года правительство нацистской Германии запретило эту организацию, позволив её членам создать новую, «Объединение 1937 года граждан Рейха условно не чисто арийского происхождения» (Vereinigung 1937 vorläufiger Reichsbürger nicht rein deutschblütiger Abstammung). В эту организацию нельзя было вступать тем, у кого трое или четверо бабушек или дедушек входили в еврейскую общину; таким образом, новая ассоциация потеряла самых видных лидеров, включая Шпиро. В 1939 году организация была принудительно распущена. Подавляющее большинство членов обеих вышеупомянутых ассоциаций, включая Густава Фридриха и Генриха Шпиро, были депортированы в гетто и концлагеря. Большая часть из депортированных, включая Густава Фридриха, погибли, однако некоторым, включая Генриха Шпиро (который был освобождён из концлагеря в 1945 году американской армией и умер в 1947 году), удалось выжить.